# 3310 Patsy
3310 Patsy eller 1931 TS2 är en asteroid i huvudbältet som upptäcktes den 9 oktober 1931 av den amerikanske astronomen Clyde Tombaugh vid Lowell-observatoriet. Den är uppkallad efter upptäckarens fru, Patricia Tombaugh.
Asteroiden har en diameter på ungefär 24 kilometer och den tillhör asteroidgruppen Eos.